# Schachturnier

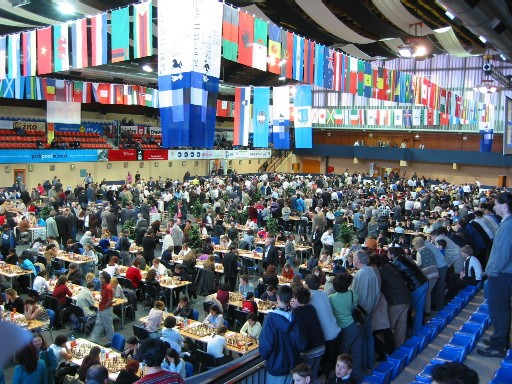
Die 35. Schacholympiade 2002 in Bled

Ein Schachturnier besteht aus einer Reihe von Schachpartien, welche ausgetragen werden, um einen Gewinner, sei es eine Person oder ein Team, zu ermitteln. Es gibt auch Computerschachturniere, also Turniere von Schachcomputern oder (selten) zwischen Schachcomputern und Menschen. Beispiele sind die jährlichen Schachcomputerweltmeisterschaften (WCCC) und der von 1989 bis 1995 als Wettkampf „Großmeister gegen Schachrechner“ durchgeführte Harvard Chess Cup. Seit dem ersten internationalen Schachturnier zu London 1851 werden diese als Standardform des Wettbewerbes zwischen professionellen Schachspielern durchgeführt.
Zu den anerkanntesten Schachturnieren für Einzelspieler zählen das Linares International Schachturnier sowie das Tata-Steel-Schachturnier. Das größte Schachturnier für Mannschaftswettbewerbe ist die Schacholympiade, bei der die Teilnehmer für die Mannschaft ihres Landes antreten, wie bei den Olympischen Spielen.
Die meisten Schachturniere werden nach dem Handbuch des Weltschachbundes (FIDE) organisiert und verwaltet. Das Handbuch bietet Richtlinien und Regeln für das Austragen von Schachturnieren. Ein Schachturnier kann nach den folgenden drei Turniermodi abgehalten werden: Rundenturnier, Schweizer System oder K.-o.-System.

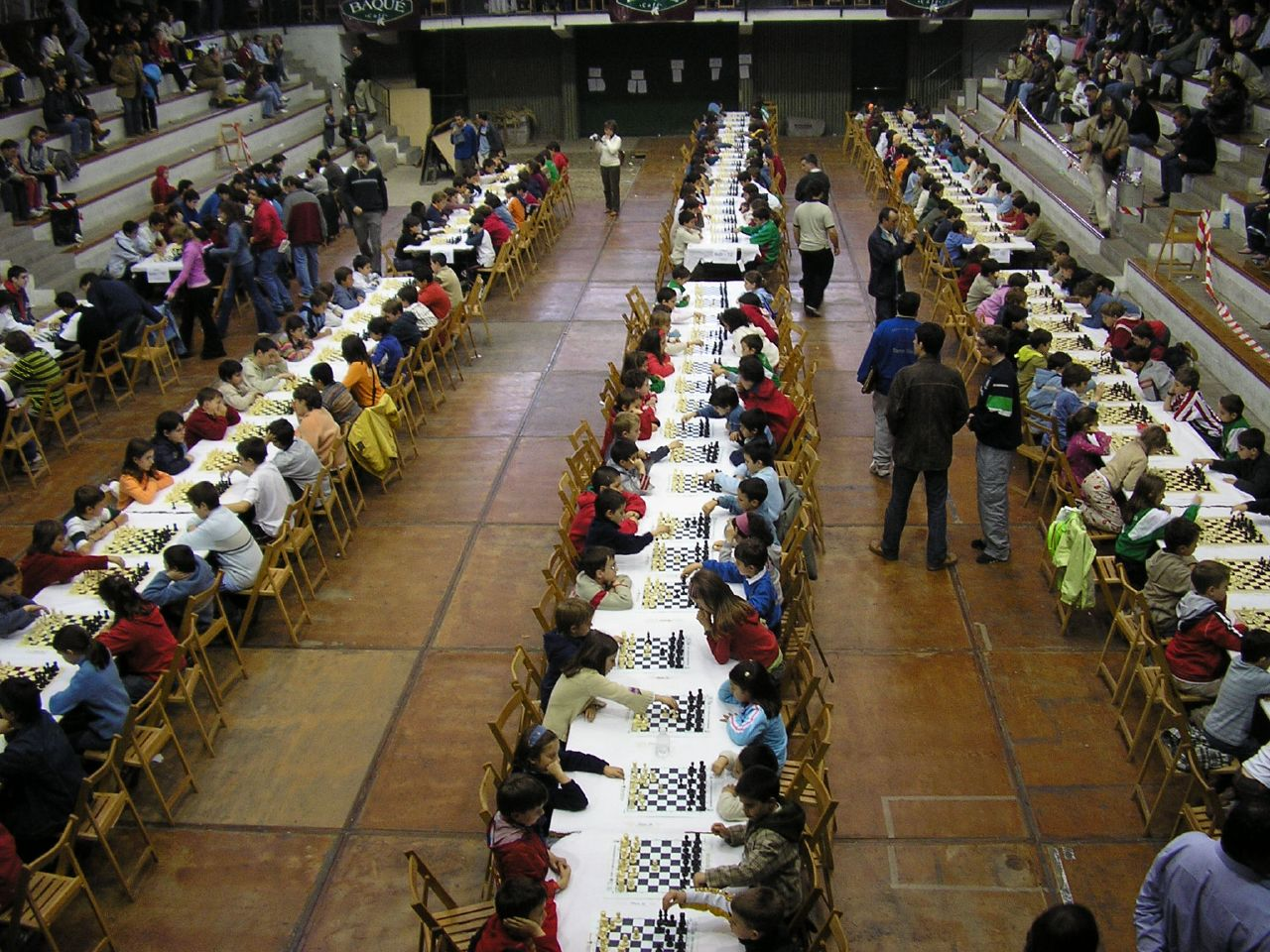
Großes Jugendschachturnier in Spanien.

## Geschichte

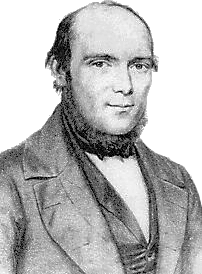
Adolf Anderssen

Auch wenn das moderne Schach schon um das Jahr 1475 entstand, fand das erste Schachturnier (im Sinne eines organisierten Wettbewerbes) 1841 in Leeds statt. Ein Turnier mit K.-o.-System fand 1849 in London statt und ein weiteres 1851 in Amsterdam, wobei das erste internationale Schachturnier im selben Jahr in London während der Great Exhibition abgehalten wurde. Es diente als ein Leitfaden für alle zukünftigen internationalen Schachturniere und zeigte nicht nur, dass eine Regelung der Bedenkzeit benötigt wurde, sondern auch, dass das K.-o.-System gewisse Nachteile mit sich trug. Der Gewinner des ersten Internationalen Schachturniers war Adolf Anderssen aus Deutschland, welcher daraufhin zum besten Schachspieler der Welt ernannt wurde.
In weiterer Folge stieg die Anzahl der internationalen Schachturniere rapide an, sodass bis Ende der 1850er Schachturniere in Berlin, Paris, Manchester, New York, San Francisco, Birmingham, und Wien stattgefunden hatten. Bis zum Ende des Zweiten Weltkrieges gab es jährlich 24 internationale Schachturniere, wobei diese Anzahl bis 1990 auf eintausend anstieg.

### Schacholympiade

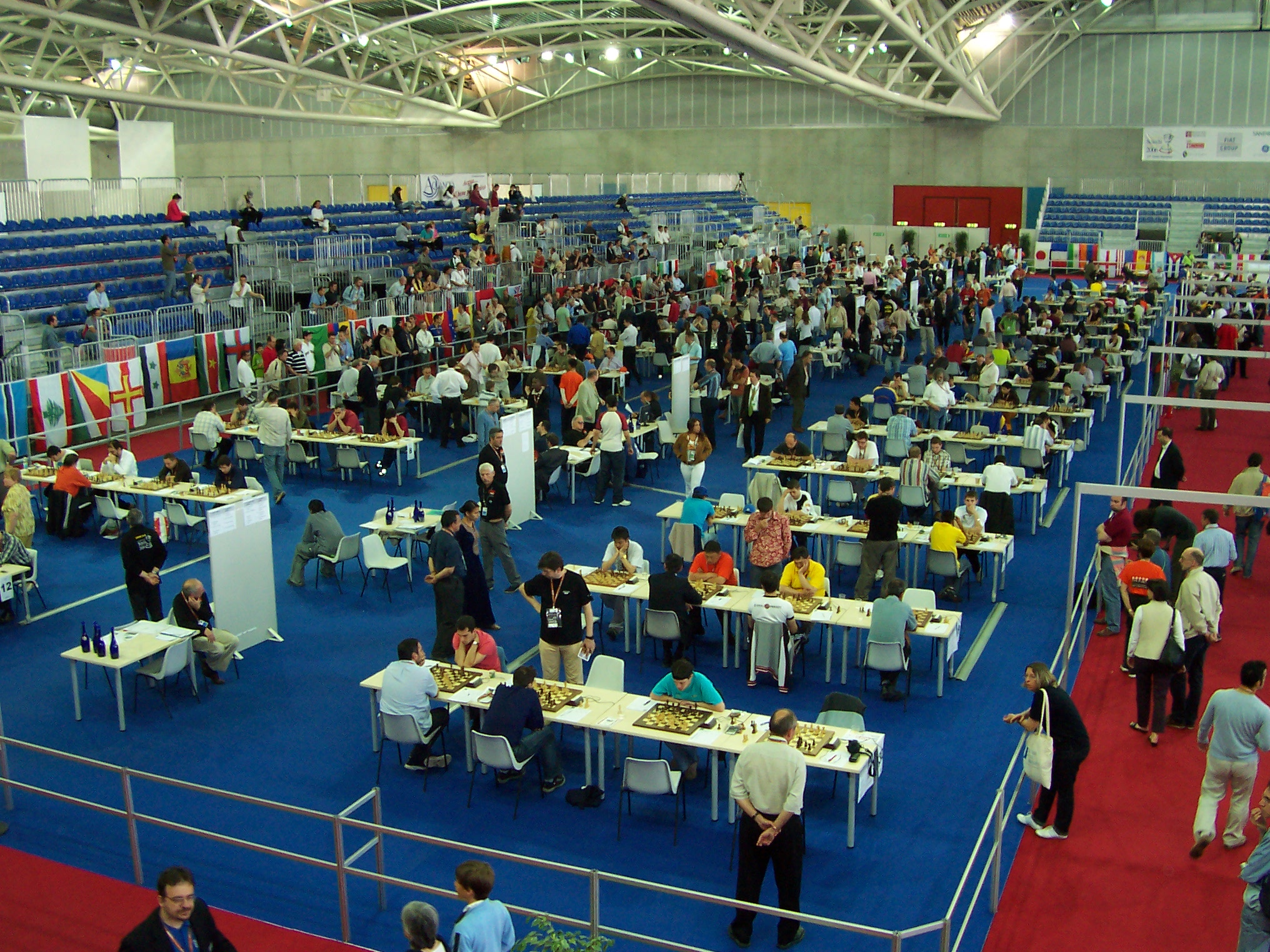
Turnierhalle der Schacholympiade in Turin 2006

Im Jahr 1924 wurde ein Versuch gestartet, Schach in die Olympischen Spiele einzugliedern. Dieser Versuch scheiterte jedoch, weil es sehr schwer war professionelle Schachspieler von Amateurspielern zu unterscheiden. Die erste inoffizielle Schacholympiade wurde 1924 in Paris ausgetragen, zwar zur selben Zeit und in derselben Stadt wie die Olympischen Sommerspiele, jedoch getrennt von diesen. Die Fédération Internationale des Échecs (FIDE) wurde am letzten Tag der ersten inoffiziellen Schacholympiade gegründet und organisierte daraufhin die erste offizielle Schacholympiade 1927, bei welcher 16 Länder teilnahmen. Zum Zeitpunkt der 29. Schacholympiade 1990 umfasste die FIDE 127 Mitgliedsländer. Seit 1950 findet die Schacholympiade regelmäßig alle zwei Jahre statt.

## Regeln
FIDE Turniere werden nach den Regeln des FIDE Handbuchs abgehalten, welches als Leitfaden für viele Schachturniere benutzt wird. Es enthält neun Kapitel, die sich mit der Regelung von Schachturnieren befassen.

### Die Schachuhr

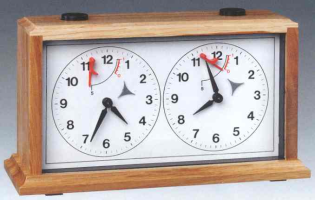
Eine typische analoge Schachuhr mit zwei Zeitanzeigen.

Eine Schachuhr besteht aus zwei separaten Zeitanzeigen, von denen jeweils nur eine zum gleichen Zeitpunkt aktiv sein kann. Am Anfang jedes Spiels betätigt der Spieler mit den schwarzen Schachfiguren die Uhr, sodass die Zeitanzeige des Gegenspielers in Gang gesetzt wird. Wenn ein Spieler sein Zeitlimit überschreitet, darf der andere Spieler oder der Schiedsrichter das Spiel jederzeit beenden. Der Schiedsrichter ist des Weiteren befugt, die Uhr zu stoppen, wenn die Partie unterbrochen werden soll.

### Regelverstöße
Bei einem Regelverstoß, wie beispielsweise einem nicht erlaubten Zug, muss die vorherige Stellung der Figuren wiederhergestellt werden. Dabei entscheidet der Schiedsrichter, ob und inwiefern die Zeit- und Zuganzeige korrigiert wird.

### Aufzeichnung der Schachzüge

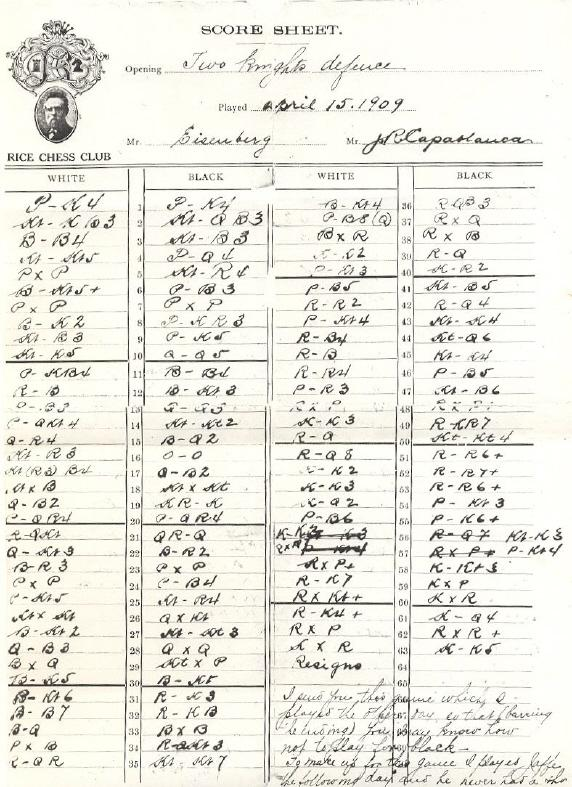
Ein Partieformular.

Bei Partien mit langer Bedenkzeit ist jeder Spieler dazu verpflichtet, alle durchgeführten Schachzüge in algebraischer Schachnotation auf einem Partieformular aufzuzeichnen. Die Aufzeichnungen müssen für den Schiedsrichter während des Spiels jederzeit ersichtlich sein.
Am Ende der Partie müssen die Spieler die Aufzeichnungen des anderen unterschreiben und, falls angeordnet, dem Veranstalter übergeben. Bei Blitzschach müssen die Spieler keine Aufzeichnungen führen. Jeder Spieler muss des Weiteren die Bedeutung der folgenden Abkürzungen kennen:
| Symbol    | Bedeutung         |
| --------- | ----------------- |
| =         | Remis (Stellung)  |
| 0–0       | Kleine Rochade    |
| 0–0–0     | Große Rochade     |
| x         | Schlag            |
| +         | Schachgebot       |
| # oder ++ | Schachmatt        |
| e.p.      | Schlag en passant |

### Das Remis
Bevor ein Spieler seinem Gegner ein Remis anbietet, muss er zuerst seinen Zug ausführen und darf davor seine Uhr nicht stoppen. Wenn ein Spieler seinen Zug nicht durchführt, jedoch ein Remis anbietet, kann sein Gegner einen Schachzug für sich fordern, bevor er auf das Angebot eingeht. Ein Spieler kann nach den Schachregeln ein Remis beantragen und darf beide Zeitanzeigen stoppen, bis entweder der Gegenspieler zustimmt oder der Schiedsrichter über die Richtigkeit des Antrags entscheidet.

### Endspurtphase
Die Endspurtphase ist die letzte Spielphase, in der alle restlichen Züge innerhalb einer begrenzten Zeit durchgeführt werden müssen. Ein Spieler, dem weniger als zwei Minuten Bedenkzeit bleiben, darf ein Remis beantragen. In diesem Fall wird die Uhr angehalten und der Schiedsrichter beurteilt den Antrag. Falls der Schiedsrichter den Antrag ablehnt oder ihn hinauszögert, werden dem antragstellenden Spieler zwei zusätzliche Minuten Bedenkzeit zugeschrieben. Andernfalls wird die Partie remisiert.

### Punkte
| 1 - 0 | Weiß gewinnt    |
| 0 - 1 | Schwarz gewinnt |
| ½ - ½ | remis           |

Ein Spieler erhält einen Punkt für einen Sieg, einen halben Punkt für ein Remis und keinen Punkt für eine Niederlage. Beim Aufzeichnen der Punkte wird das in der Tabelle (rechts) dargestellte Format verwendet.

### Verhalten der Spieler
Während eines Schachturniers müssen die Teilnehmer gewisse Verhaltensweisen einhalten. Den Spielern ist etwa nicht erlaubt, Tätigkeiten auszuführen, die dem Ansehen des Schachspiels Schaden können. Die Spieler dürfen des Weiteren keine Informationen von außerhalb benutzten, wie beispielsweise Notizen, Ratschläge oder Analysen von anderen Spielen. Zusätzlich dazu dürfen die Teilnehmer das Turniergelände ohne Erlaubnis des Schiedsrichters nicht verlassen, und während eines Spiels darf kein Mobiltelefon oder ähnliches Kommunikationsgerät verwendet oder in der Nähe gehalten werden, wobei bei dem Verstoß gegen diese Regel der Gegner zum Gewinner erklärt wird. Eine weitere Regel besagt, dass die Spieler ihre Konkurrenten in keiner Weise ablenken dürfen und dass das Rauchen nur in einem eigens dafür vorgesehenen Bereich erlaubt ist.

### Der Aufgabenbereich des Schiedsrichters
Die Aufgabe des Schiedsrichters ist es, zu überprüfen, ob die Regeln des Schachs befolgt werden. Der Schiedsrichter sollte Entscheidungen zu Gunsten des Turniers treffen, jedoch ein Spiel in keiner anderen Weise beeinträchtigen. Im Falle eines Regelverstoßes kann der Schiedsrichter eine Strafe aus der folgenden Liste wählen:
- eine Verwarnung aussprechen
- die verbleibende Bedenkzeit des Gegners verlängern
- die verbleibende Bedenkzeit des zu bestrafenden Spielers verkürzen
- die Partie vom zu bestrafenden Spieler als verloren verkünden
- die erzielte Punktezahl des zu bestrafenden Spielers reduzieren
- die erzielte Punktezahl des Gegners erhöhen
- den Spieler, der gegen die Regeln verstoßen hat, vom Turnier ausschließen

## Turnierkategorie
Nach der FIDE werden die Turniere nach der Elo-Zahl der Teilnehmer in mehrere Kategorien eingeteilt. Dabei gilt, je höher die Kategorie desto höher die Elo-Zahl der Teilnehmer und desto stärker das Turnier. In den folgenden Tabellen ist die Kategorie mit dem zugehörigen Bereich des Elo Ratings dargestellt.
| Kategorie | Elo-Zahl  |
| --------- | --------- |
| I         | 2251–2275 |
| II        | 2276–2300 |
| III       | 2301–2325 |
| IV        | 2326–2350 |
| V         | 2351–2375 |
| VI        | 2376–2400 |
| VII       | 2401–2425 |
| VIII      | 2426–2450 |

| Kategorie | Elo-Zahl  |
| --------- | --------- |
| IX        | 2451–2475 |
| X         | 2476–2500 |
| XI        | 2501–2525 |
| XII       | 2526–2550 |
| XIII      | 2551–2575 |
| XIV       | 2576–2600 |
| XV        | 2601–2625 |
| XVI       | 2626–2650 |

| Kategorie | Elo-Zahl  |
| --------- | --------- |
| XVII      | 2651–2675 |
| XVIII     | 2676–2700 |
| XIX       | 2701–2725 |
| XX        | 2726–2750 |
| XXI       | 2751–2775 |
| XXII      | 2776–2800 |
| XXIII     | 2801–2825 |